# Góra (powiat płocki)
Góra – wieś w Polsce położona w województwie mazowieckim, w powiecie płockim, w gminie Staroźreby. Leży przy DK10. 
| SIMC    | Nazwa     | Rodzaj    |
| ------- | --------- | --------- |
| 0576585 | Plebanka  | część wsi |
| 0576591 | Włościany | część wsi |

Miejscowość jest siedzibą rzymskokatolickiej parafii św. Jakuba Apostoła w dekanacie raciążskim, diecezji płockiej. 
Do 1914 siedziba gminy Góra.
W latach 1975–1998 miejscowość należała administracyjnie do województwa płockiego.

## Historia
Podczas Bitwy Warszawskiej w czasie wojny polsko-bolszewickiej w sierpniu 1920 wokół Góry toczyły się intensywne walki, w których brała udział m.in. polska 1 Kolumna Lekkich Samochodów Pancernych Ford FT-B, a sama miejscowość kilkakrotnie przechodziła z rąk do rąk.

## Zabytki
- drewniany kościół św.Jakuba Apostoła (1839) z cmentarzem i dzwonnicą,
- zespół pałacowo-parkowy[8].